# Rocourt-Saint-Martin
Rocourt-Saint-Martin település Franciaországban, Aisne megyében. Lakosainak száma 305 fő (2022. január 1.). Rocourt-Saint-Martin Armentières-sur-Ourcq, Bézu-Saint-Germain, Brécy, La Croix-sur-Ourcq és Grisolles községekkel határos.

## Népesség
A település népessége az elmúlt években az alábbi módon változott:
| Lakosok száma | 228  | 175  | 284  | 310  | 270  | 257  | 289  | 307  | 309  | 305  |
|               | 1968 | 1982 | 1990 | 2006 | 2013 | 2015 | 2017 | 2019 | 2020 | 2022 |